# 大志田秀次
大志田 秀次（おおしだ しゅうじ、 1962年5月27日  - ）は、陸上競技指導者（駅伝競走）、元選手。東京国際大学駅伝部監督・Honda陸上競技部エグゼクティブアドバイザーを経て現在は 明治大学体育会競走部駅伝監督。岩手県盛岡市出身。岩手県立盛岡工業高等学校、中央大学卒業。

## 来歴
(現)盛岡市立見前中学校３年生の時、全中800ｍで優勝。岩手県立盛岡工業高等学校を卒業後、中央大学に進学。現役時代の箱根駅伝では、4年時に8区で区間賞を獲得している。卒業後は本田技研工業陸上競技部に入部。1986年アジア競技大会では、1500ｍに日本代表として出場し金メダルを獲得した。現役引退後の1991年から2001年までは同部でコーチを務めた。また、1994年から1999年までは、母校・中央大学のコーチも兼任した。 
2011年に創部された東京国際大学駅伝部の監督に就任。創部5年目にあたる2016年の第92回箱根駅伝では、チームを箱根駅伝初出場に導いた。その後も、2019年には全日本大学駅伝初出場にして初シード獲得(総合4位)、2020年には第96回箱根駅伝で初シード獲得(総合5位)、2021年には出雲駅伝初出場にして初優勝と、監督としてチームを躍進させている。2022年シーズンをもって監督を勇退すると、2023年シーズンよりHonda陸上競技部のエグゼクティブアドバイザーに就任。2025年４月から 明治大学体育会競走部駅伝監督に就任。